# Основная теорема о рекуррентных соотношениях
Основная теорема о рекуррентных соотношениях используется в анализе алгоритмов для получения асимптотической оценки рекурсивных соотношений (рекуррентных уравнений), часто возникающих при анализе алгоритмов типа «разделяй и властвуй», например, при оценке времени их выполнения. Теорема была введена и доказана Джоном Бентли, Доротеном Хакеном и Джеймсом Хакеном в 1980 году. Теорема была популяризована в книге Алгоритмы: построение и анализ (Томас Кормен, Чарльз Лейзерстон, Рональд Ривест, Клиффорд Штайн), в которой она была приведена.
Не все рекурсивные соотношения могут быть решены с помощью основной теоремы. Существует несколько её обобщений, в том числе метод Акры — Бацци.

## Описание
Рассмотрим задачу, которую можно решить рекурсивным алгоритмом:
```
function
 T(input 
n
: размер задачи):
  
if
 n < некоторая константа 
k
:
    решить задачу относительно 
n
 нерекурсивно
  
else
:
    определить множество из 
a
 подзадач, каждая размера 
n/b

    вызвать функцию T рекурсивно для каждой подзадачи
    объединить решения

end
```

Дерево решений

В приведённом примере алгоритм рекурсивно разделяет исходную задачу размера n на несколько новых подзадач, каждая размером n/b. Такое разбиение может быть представлено в виде дерева вызовов, в котором каждый узел соответствует рекурсивному вызову, а ветви, исходящие из узла — последующим вызовам для подзадач. Каждый узел будет иметь a ветвей. Также в каждом узле производится объём работы, соответствующий размеру текущей подзадачи n (переданному в данный вызов функции) согласно соотношению {\displaystyle f(n)}. Общий объём работы алгоритма определяется как сумма всех работ в узлах данного дерева.
Вычислительная сложность подобных алгоритмов может быть представлена в виде рекуррентного соотношения {\displaystyle T(n)=a\,T\left({\frac {n}{b}}\right)+f(n)}. Его можно решить путём многократных подстановок выражения {\displaystyle T\left({\frac {n}{b}}\right)}.
С помощью основной теоремы возможно быстрое вычисление подобных соотношений, что позволяет получить асимптотическую оценку времени работы рекурсивных алгоритмов в нотации O(n) (Θ-нотации), не производя подстановок.

## Общая форма
Основная теорема рассматривает следующие рекуррентные соотношения:
{\displaystyle T(n)=a\,T\left({\frac {n}{b}}\right)+f(n),\quad {\text{где}}~a\geqslant 1,\ b>1.}
В применении к анализу алгоритмов константы и функции обозначают:
n — размер задачи.
a — количество подзадач в рекурсии.
n/b — размер каждой подзадачи. (Предполагается, что все подзадачи на каждом этапе имеют одинаковый размер.)
f (n) — оценка сложности работы, производимой алгоритмом вне рекурсивных вызовов. В неё также включается вычислительная стоимость деления на подзадачи и объединения результатов решения подзадач.
Основная теорема позволяет получить асимптотическую оценку для следующих трёх случаев:

### Вариант 1

#### Общая форма
Если {\displaystyle f(n)=O(n^{c})}, и выполняется соотношение {\displaystyle c<\log _{b}a}, тогда:
{\displaystyle T(n)=\Theta \left(n^{\log _{b}a}\right).}

#### Пример
{\displaystyle T(n)=8T\left({\frac {n}{2}}\right)+1000n^{2}.}
Согласно формуле, значения констант и сложности нерекурсивной части задачи:
{\displaystyle a=8,\ b=2,\ f(n)=1000n^{2},}
{\displaystyle f(n)=O(n^{c})}, где {\displaystyle c=2}.
Затем проверяем, выполняется ли соотношение 1-го варианта:
{\displaystyle \log _{b}a=\log _{2}8=3>c}.
Следовательно,
{\displaystyle T(n)=\Theta \left(n^{\log _{b}a}\right)=\Theta (n^{3}).}
(Для данного примера точное решение рекуррентности даёт {\displaystyle T(n)=1001n^{3}-1000n^{2}}, при условии {\displaystyle T(1)=1}.)

### Вариант 2

#### Общая форма
Если для некоторой константы {\displaystyle k\geqslant 0} выполняется
{\displaystyle f(n)=\Theta (n^{c}\log ^{k}n)}, где {\displaystyle c=\log _{b}a}.
Тогда
{\displaystyle T(n)=\Theta (n^{c}\log ^{k+1}n).}

#### Пример
{\displaystyle T(n)=2T\left({\frac {n}{2}}\right)+10n.}
Согласно формуле, значения констант и сложности не рекурсивной части задачи:
{\displaystyle a=2,\ b=2,\ c=1,\ f(n)=10n,}
{\displaystyle f(n)=\Theta (n^{c}\log ^{k}n)}, где {\displaystyle c=1,\ k=0}.
Проверяем соотношение варианта 2:
{\displaystyle \log _{b}a=\log _{2}2=1}, и следовательно, {\displaystyle c=\log _{b}a}.
В соответствии с 2-м вариантом основной теоремы,
{\displaystyle T(n)=\Theta \left(n^{\log _{b}a}\log ^{k+1}n\right)=\Theta (n^{1}\log ^{1}n)=\Theta (n\log n).}
Таким образом, рекуррентное соотношение T(n) равно Θ(n log n).
(Этот результат может быть проверен точным решением соотношения, в котором {\displaystyle T(n)=n+10n\log _{2}n}, при условии {\displaystyle T(1)=1}.)

### Вариант 3

#### Общая форма
Если выполняется
{\displaystyle f(n)=\Omega (n^{c})}, где {\displaystyle c>\log _{b}a},
а также верно, что
{\displaystyle af\left({\frac {n}{b}}\right)\leqslant kf(n)} для некоторой константы {\displaystyle k<1} и достаточно больших {\displaystyle n} (так называемое условие регулярности), тогда
{\displaystyle T(n)=\Theta {\big (}f(n){\big )}.}

#### Пример
{\displaystyle T(n)=2T\left({\frac {n}{2}}\right)+n^{2}.}
Значения констант и функции:
{\displaystyle a=2,\ b=2,\ f(n)=n^{2},}
{\displaystyle f(n)=\Omega (n^{c})}, где {\displaystyle c=2}.
Проверяем, что выполняется соотношение из варианта 3:
{\displaystyle \log _{b}a=\log _{2}2=1}, и, следовательно, {\displaystyle c>\log _{b}a}.
Также выполняется условие регулярности:
{\displaystyle 2\left({\frac {n^{2}}{4}}\right)\leqslant kn^{2}} при выборе {\displaystyle k=1/2}.
Следовательно, согласно 3-му варианту основной теоремы,
{\displaystyle T(n)=\Theta {\big (}f(n){\big )}=\Theta (n^{2}).}
Данное рекуррентное соотношение T(n) равно Θ(n2), что совпадает с f(n) в изначальной формуле.
(Этот результат подтверждается точным решением рекуррентности, в котором {\displaystyle T(n)=2n^{2}-n}, при условии {\displaystyle T(1)=1}.)

## Выражения, не решаемые основной теоремой
Следующие соотношения не могут быть решены с применением основной теоремы:
- {\displaystyle T(n)=2^{n}T\left({\frac {n}{2}}\right)+n^{n}.}
a не является константой, для основной теоремы требуется постоянное количество подзадач.
- {\displaystyle T(n)=2T\left({\frac {n}{2}}\right)+{\frac {n}{\log n}}.}
Между f(n) и {\displaystyle n^{\log _{b}a}} существует неполиномиальная зависимость.
- {\displaystyle T(n)=0{,}5T\left({\frac {n}{2}}\right)+n.}
a < 1, но основная теорема требует наличия хотя бы одной подзадачи.
- {\displaystyle T(n)=64T\left({\frac {n}{8}}\right)-n^{2}\log n.}
f(n) является отрицательной величиной.
- {\displaystyle T(n)=T\left({\frac {n}{2}}\right)+n(2-\cos n).}
Близко к варианту 3, но не выполняется условие регулярности.

Во втором примере разница между {\displaystyle f(n)} и {\displaystyle n^{\log _{b}a}} может быть выражена соотношением {\displaystyle {\frac {f(n)}{n^{\log _{b}a}}}={\frac {\frac {n}{\log n}}{n^{\log _{2}2}}}={\frac {n}{n\log n}}={\frac {1}{\log n}}.} Из него видно, что {\displaystyle {\frac {1}{\log n}}<n^{\varepsilon }} для любой константы {\displaystyle \varepsilon >0}. Следовательно, разница не является полиномом, и основная теорема неприменима.

## Применение к некоторым алгоритмам
| Алгоритм                     | Рекуррентное соотношение                                     | Время работы                                           | Примечание |
| ---------------------------- | ------------------------------------------------------------ | ------------------------------------------------------ | --- |
| Двоичный поиск               | {\displaystyle T(n)=T\left({\frac {n}{2}}\right)+O(1)}       | {\displaystyle O(\log n)}                              | Основная теорема, 2 вариант: {\displaystyle c=\log _{b}a}, где {\displaystyle a=1,b=2,c=0,k=0}                             |
| Обход двоичного дерева       | {\displaystyle T(n)=2T\left({\frac {n}{2}}\right)+O(1)}      | {\displaystyle O(n)}                                   | Основная теорема, 1 вариант: {\displaystyle c<\log _{b}a} где {\displaystyle a=2,b=2,c=0}                                  |
| Алгоритм Штрассена           | {\displaystyle T(n)=7T\left({\frac {n}{2}}\right)+O(n^{2})}  | {\displaystyle O(n^{\log _{2}7})\approx O(n^{2{,}81})} | Основная теорема, 1 вариант: {\displaystyle c<\log _{b}a}, где {\displaystyle a=7,b=2,c=2}                                 |
| Optimal sorted matrix search | {\displaystyle T(n)=2T\left({\frac {n}{2}}\right)+O(\log n)} | {\displaystyle O(n)}                                   | Теорема Акра-Баззи для {\displaystyle p=1} и {\displaystyle g(u)=\log(u)} для получения {\displaystyle \Theta (2n-\log n)} |
| Сортировка слиянием          | {\displaystyle T(n)=2T\left({\frac {n}{2}}\right)+O(n)}      | {\displaystyle O(n\log n)}                             | Основная теорема, 2 вариант: {\displaystyle c=\log _{b}a}, где {\displaystyle a=2,b=2,c=1,k=0}                             |